# 沙勒维尔新城
沙勒维尔新城（法語：La Villeneuve-lès-Charleville，法語發音：[la vilnœv lɛ ʃaʁləvil]，意即为“沙勒维尔附近的新城”）是法国马恩省的一个市镇，属于埃佩尔奈区。

## 地理
沙勒维尔新城（48°48'30"N, 3°41'41"E）面积11.17 平方千米，位于法国大東部大區马恩省，该省份为法国东北部内陆省份，北起阿登省，西北接埃纳省，西南接塞纳-马恩省，南至奥布省，东南接上马恩省，东临默兹省。
与沙勒维尔新城接壤的市镇（或旧市镇、城区）包括：科尔费利、布鲁瓦、沙勒维尔、拉希、蒙德芒-蒙日夫鲁、苏瓦济欧布瓦。

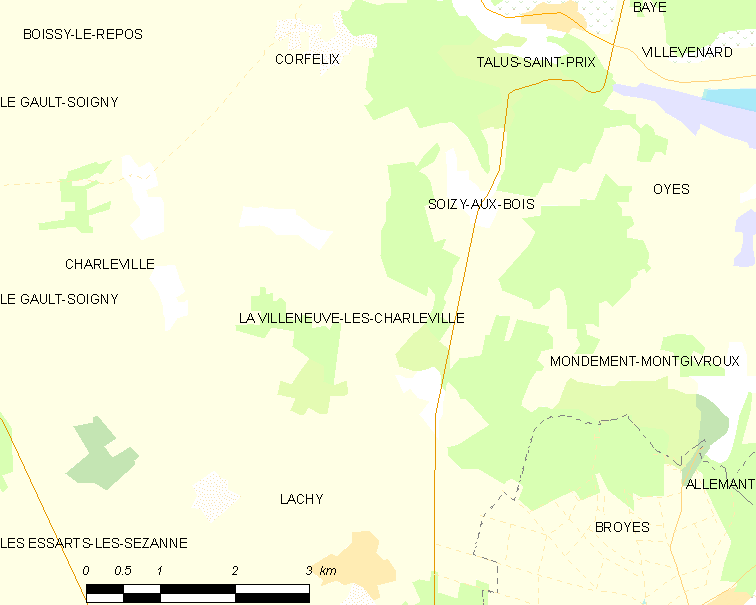
沙勒维尔新城的OSM定位图

沙勒维尔新城的时区为UTC+01:00、UTC+02:00（夏令时）。

## 行政
沙勒维尔新城的邮政编码为51120，INSEE市镇编码为51626。

## 政治
沙勒维尔新城所属的省级选区为塞扎讷-布里-香槟县。

## 人口

1962-2008年间沙勒维尔新城人口变化图示

沙勒维尔新城于2022年1月1日时的人口数量为119人。